# 高崚
高 崚（こう りょう、ガオ・リン、1979年、3月14日 - ）は中華人民共和国の女子バドミントン選手。湖北省武漢市出身。
1987年に体育学校入学。1992年に湖北チーム入りし、5年後にナショナルチーム入り。女子ダブルスでは黄穂とペアを組み、世界バドミントン選手権大会において3回金メダルを獲得。オリンピックのバドミントン競技でも2大会（シドニー、アテネ）でメダルを獲得。混合ダブルスでも張軍とオリンピック連覇を達成している。2010年1月に引退。

## 主な成績

### 世界タイトル
| 大会               | 優勝回数 | 年                                                                                   |
| ------------------ | -------- | ------------------------------------------------------------------------------------ |
| オリンピック       | 2        | 2000 シドニー（混合ダブルス） 2004 アテネ（混合ダブルス）                            |
| 世界選手権         | 4        | 2001（女子ダブルス、混合ダブルス） 2003（女子ダブルス） 2006（女子ダブルス）         |
| ワールドカップ     | 1        | 2006年（女子ダブルス）                                                               |
| ユーバー杯         | 5        | 2000（女子団体） 2002（女子団体） 2004（女子団体） 2006（女子団体） 2008（女子団体） |
| スディルマンカップ | 3        | 2001（混合団体） 2005（混合団体） 2007年（混合団体）                                 |